# Артиљеријска група
Артиљеријска група означава неколико јединица или више артиљеријских оруђа привремено стављених под једну команду ради извршења одређеног задатка. У земаљској артиљерији се тако назива понекад и једна арт. јединица којој је задатак да подржава напад или одбрану неке тенковске, пјешадијске или здружене јединице.
Арт. група се може формирати од јединица земаљске, противавионске и обалске атиљерије.